# Barons de Boeil
Les barons de Boeil sont une lignée de barons, seigneurs de la terre de Boeil sur la commune actuelle de Boeil-Bezing (Pyrénées-Atlantiques). La terre de Boeil fut érigée en baronnie en 1651 à la suite du démembrement de la baronnie de Gerderest.

## DuXIIIeauXVIIesiècle
La terre de Boeil appartient successivement à plusieurs seigneurs ou sieurs de Boeil :
- Pierre de Boeil, chevalier en 1290
- Arnaud de Boeil
- Jean de Boeil, seigneur de Boeil et viguier d'Asson (marié en 1430)
- Bertrand de Boeil, seigneur de Boeil et de l'abbaye d'Asson (mort en 1501)
- Roger de Boeil, seigneur de Boeil (mort en 1558)
- Jean de Boeil, seigneur de Boeil (mort en 1606).   Après Jean de Boeil, il semble que la terre échoit à la famille Fouron puis à Pierre de Boeil dont il est difficile de dire s'il descend des Boeil médiévaux ou pas.
- Pierre (ou Péez) de Boeil (1560- ), sieur de Boeil, marié à Marguerite Saint-Cricq, père de Timothée.

## DuXVIIeauXVIIIesiècle
- Timothée de Boeil ( -1655), baron de Boeil, marié à Jeanne d’Esquille, père de Jean-Louis et Jean-Pierre. En septembre 1650, il obtient des lettres patentes du roy portant érection de ses terres de Boeil, d'Angays, de Bordes, de Clarac, Baudreix, Cauna, etc., en titre et dignité de baronnie de Boeil.
- Jean-Louis de Boeil, baron de Boeil, sans descendant
- Jean-Pierre de Boeil (1650-1692), seigneur de Baudreix, marié à Esther d’Abbadie, père de Jean-Louis II
- Jean-Louis II de Boeil ( -1752), baron de Boeil, marié à Catherine-Angélique de Béziade d’Avaray (1695- ), père de Claude Théophile, Jean, Catherine et Magdeleine
- Claude Théophile de Boeil (1720-1/10/1776), baron de Boeil et de Coarraze, seigneur de Baudreix, Clarac, marié à Thérèse Charlotte Saget, père de Antoine Théophile, mousquetaire[2] dans la seconde compagnie (1737-1741), puis, successivement, capitaine de cavalerie au régiment de Sabran, chevalier de Saint-Louis, colonel du régiment de Royal-Cantabre et colonel du Régiment du Languedoc (du 1/12/1762 au 11/8/1764). Il achète le 22 janvier 1774 la seigneurie de Coarraze pour 400 000 livres à Jean de Montaut.

## AuXIXesiècle
- Antoine Théophile François de Boeil (Paris 13 mars 1767-1794), baron de Boeil, chevalier, père de Apolline-Sophie et de Antoinette-Joséphine-Madeleine-Emma. Émigré en Allemagne, puis à Saint Domingue où il perd ses biens lors de l'indépendance d'Haïti, ses héritières sont indemnisées le 27 novembre 1826[3]

## Le mystère du château
Le château de Boeil-Bezing (château Bernadotte) date du XIXe siècle, c'est donc ailleurs qu'il faut rechercher le château des barons. Le dénombrement des possessions de Jean-Louis de Boeil permet de le situer à l'actuelle rue du Moulin, dans un secteur toujours dénommé Le Castet. Seuls les imposants piliers de soutènement de l'ancienne enceinte là où elle surplombe le Baniou viennent rappeler la présence de la maison seigneuriale. Comme le château figure sur la carte de Cassini mais pas sur le cadastre napoléonien, on peut penser qu'il a été rasé à la Révolution.